# 李密南毛介
李密南毛介（学名：Austrolimoosella leemii）为粗面介科南毛介屬下的一个种。